# As-Saff
As-Saff “As Fileiras” (do árabe: سورة الصف) é a sexagésima primeira sura do Alcorão e tem 14 ayats.